# Koblerville
Koblerville – miasto na Marianach Północnych; na wyspie Saipan; według danych szacunkowych na rok 2009 liczy 3 814 mieszkańców. Ośrodek turystyczny; siódme co do wielkości miasto kraju.